# 吼叫
吼叫是一种响亮、低沉且能引起共鸣的动物发声方式。许多哺乳动物已经进化出发出吼叫和其他类似吼叫的声音的能力，用于远距离交流和恐吓等目的，包括各种大型猫科动物、熊、鳍足类、鹿、牛科、象和猴。
咆哮能力的解剖学基础通常涉及喉和舌骨的改变，以及为低频共鸣而扩大的内部气腔。动物在咆哮时会伸长脖子，抬高头部，以增加共鸣空间。

## 定义
关于“吼叫”的定义因物种而异。不过魏森格鲁伯等人（2002年）给出了更普遍的描述，认为吼叫应同时具备低音高和低共振峰的特征。研究团队将狮与马鹿的吼声作为这类声音的典型范例。其他学者则提到某些“类吼叫”发声——其音高或共振峰仍高于真正吼叫的情况。

## 吼叫的解剖学基础
能够吼叫的哺乳动物通过演化形成了多种发声机制。比例较大的喉结构有助于产生低沉音调——例如雄性锤头果蝠的喉部几乎占据整个胸腔，其体积可达脊柱长度的二分之一。增大的喉部结构通常伴随声带的扩张，这不仅降低音调频率，其更厚重的褶皱结构还使声带振动速度减缓。

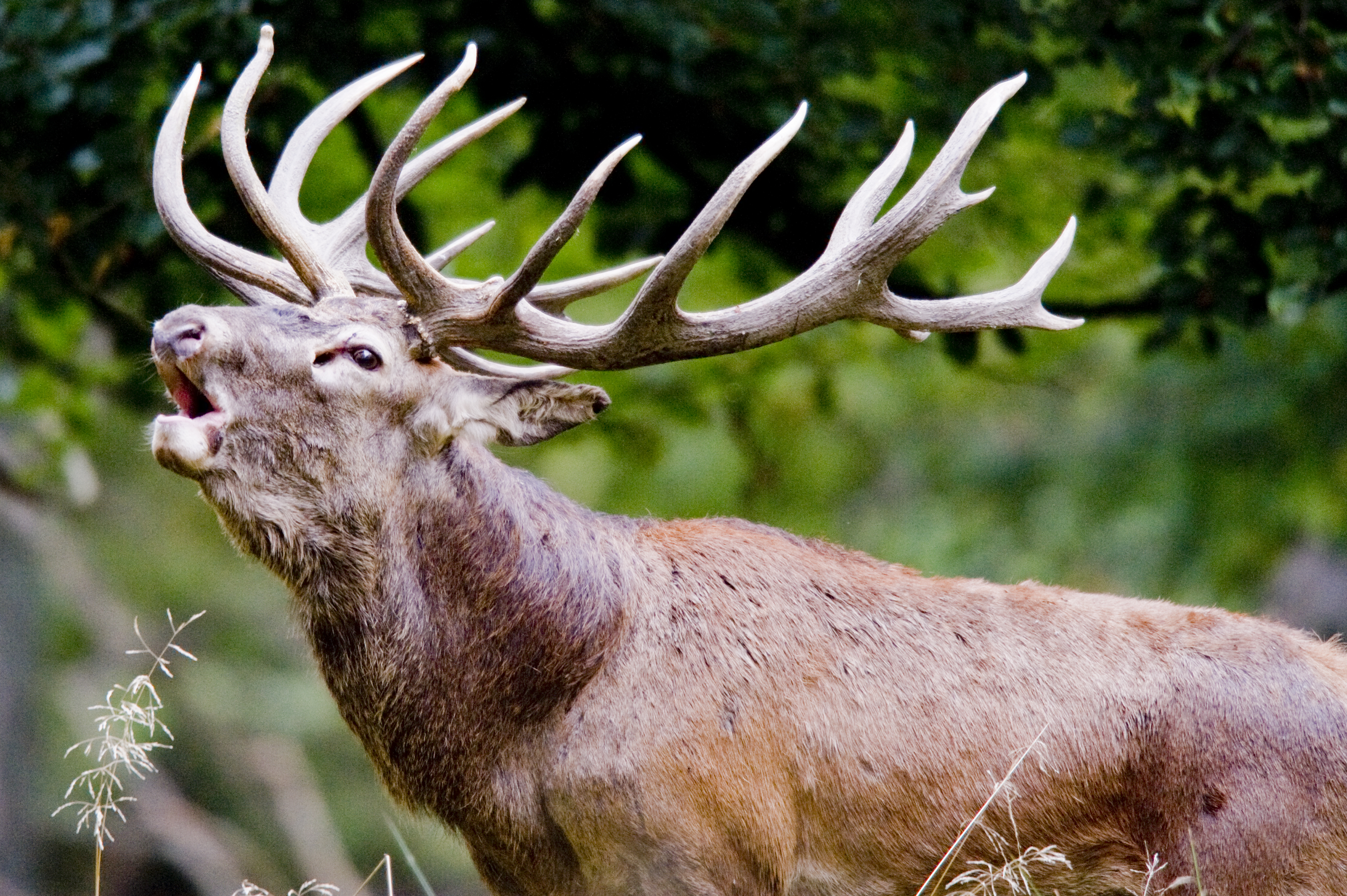
正在吼叫的雄性马鹿

大型猫科动物（包括狮、虎、美洲豹与豹，统称“吼叫猫科动物”）具有方形截面的声带，这使它们能以较低肺部压力产生更洪亮的吼声。其喉部弹性与声道长度的协同作用会影响声音的共振峰：当吼叫时，特殊的肌肉韧带系统会将喉部拉至声道更深处，从而降低共振频率。
部分物种演化出与声道相连的内置气囊结构以增强声音共振：雄性蒙古瞪羚和麝牛的喉部附着气囊（前者为成对的双腔结构），而熊类则具有连接咽部的气室。雄性吼猴的舌骨隆起部内具有单囊状喉部气囊，外侧还配有成对的喉部气室。象类的喉部与舌骨器附近存在咽囊，其长鼻末端的鼻孔还能进一步调制吼叫声。雄性象海豹与赛加羚羊则通过膨大的吻部改变共振特性，其中赛加羚羊能在闭口状态下产生“鼻腔吼叫”。
舌骨的构造对动物吼叫能力具有关键影响：大型猫科动物的舌骨骨化程度较低且更具柔韧性。虽然雪豹具有类似结构，但由于其较短的声带对气流阻力不足，因而无法产生真正意义上的吼叫。吼猴的杯状舌骨则显著增强了叫声的深度与共鸣。尽管多数吼叫通过空气传播，但某些物种（如雄性港海豹）能在水下发出吼叫
声。

## 生物学功能
吼叫声在某些物种中是通过性选择演化而来的特征，通常仅单一性别具备该能力。例如大猩猩群体中，仅有成年雄性（银背大猩猩）具有足够大的喉部结构与延长的声带，能够发出完整的吼叫声。
而在狮等物种中，两性均能发出吼叫，具有社会空间划分与领地防卫功能。狮吼能有效阻止其他狮群误入领地边界。人类听觉范围内，狮吼的传播距离可达8公里，对于狮子之间的交流可能更远。这种行为模式在非洲草原生态系统中具有关键的种群调节作用。

## 大众文化中的形象
米高梅公司电影片头标志性的狮子利奥使狮吼声广为人知。1982年由马克·曼吉尼重新制作的利奥吼声（1994年和1995年再次重制）实际上混合了虎啸与狮吼，而非真实的狮子吼叫。正如曼吉尼后来解释：“狮子本身并不会发出那种凶猛的声音，但标志需要同时展现凶猛与威严的特质”。这一经过艺术加工的吼声已成为好莱坞电影工业最具辨识度的声音标志之一。